# Sándor Petőfi
Sándor Petőfi, nacido Sándor Petrovics (Kiskőrös, 1 de enero de 1823-Segesvár, 31 de julio de 1849), fue un poeta húngaro del Romanticismo. Se le considera el poeta nacional de Hungría y fue una de las figuras clave de la  revolución húngara. Es el autor del Nemzeti dal (Canción nacional), que se dice que inspiró la revolución en el Reino de Hungría que se convirtió en una guerra por la independencia del Imperio austríaco. Lo más probable es que muriera en la batalla de Segesvár, una de las últimas de la guerra.

## Biografía

### Primeros años
Sándor Petőfi nació el 1 de enero de 1823 en Kiskőrös en el seno de una familia eslovaca. La población de Kiskőrös era predominantemente de origen eslovaco como consecuencia de la política de reconstrucción de los Habsburgo diseñada para asentar, cuando fuera posible, no húngaros en áreas devastadas durante las  guerras turcas. Su padre Štefan Petrovič era carnicero y tabernero. En octubre de 1824, cuando tenía cuatro años, la familia se trasladó a Kiskunfélegyháza, lo que después Petőfi consideró como su ciudad natal. Su certificado de nacimiento, en latín, da su nombre como Alexander Petrovics. Su padre trató de darle a su hijo la mejor educación posible y lo envió a un liceo. El joven Petőfi asistió desde 1828 a la escuela elemental de Kecskemét, a partir de 1833 al Gymnasium evangélico en Pest y finalmente hasta 1839 al instituto de secundaria en Aszód. En 1838 la familia se había empobrecido por la inundación del Danubio, por lo que tuvo que dejar el colegio. Petőfi fue comediante, pese a la oposición de su padre. Desempeñó papeles de figurante en el Teatro Nacional. De 1839 a 1841 hizo el servicio militar. En 1844 fue coeditor en Pesti Divatlap.

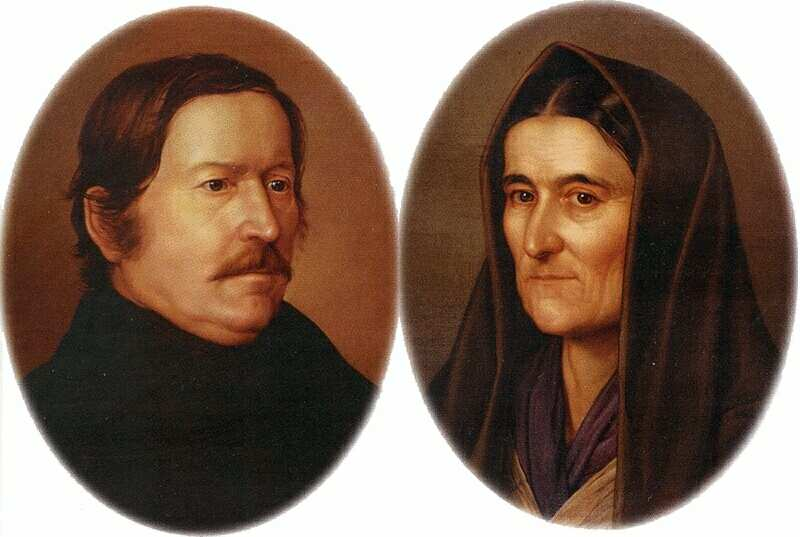
Los padres de Petőfi (pintados por Petrich Soma Orlay)

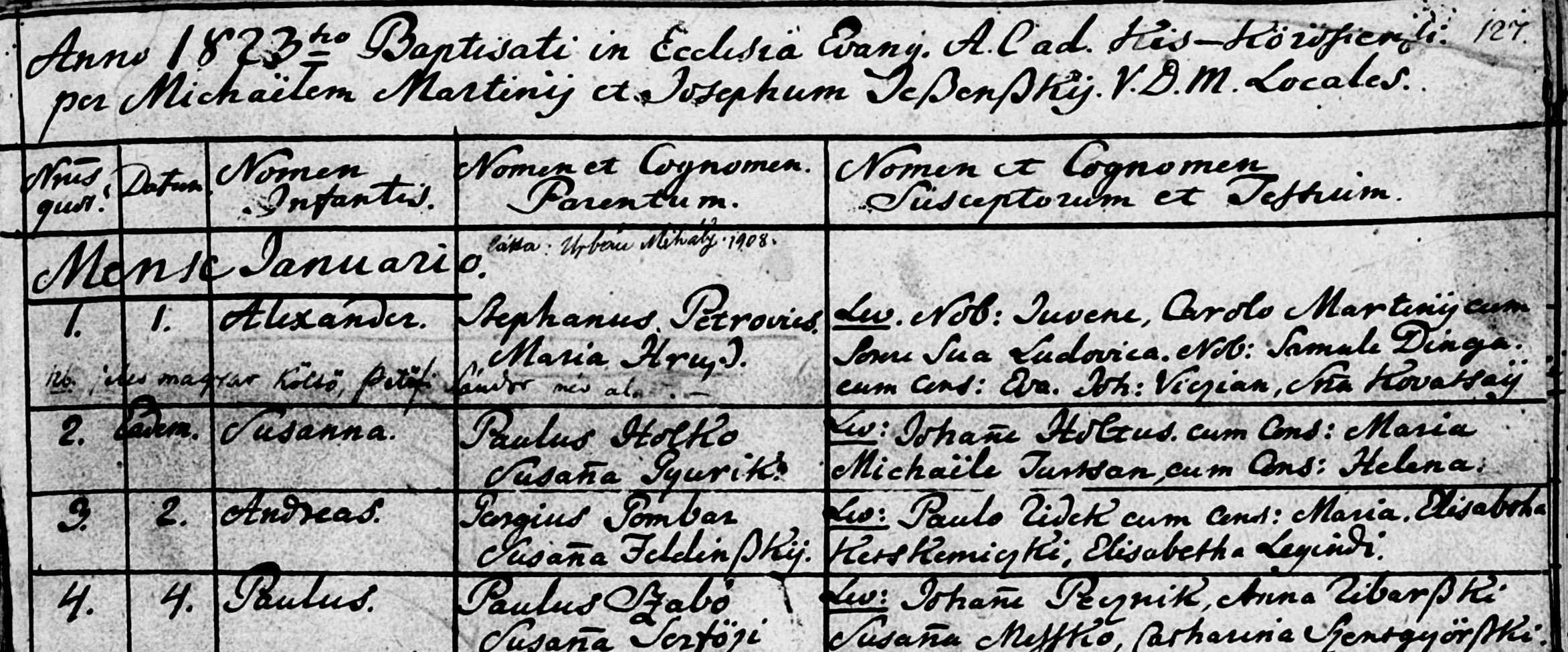
Inscripción de Petőfi en el registro parroquial en latín (conservada en el Museo Kiskőrös Petőfi).

Inició muy joven su trayectoria literaria, creando una poesía revolucionaria en temas y formas respecto a la tradición poética de su país. Los temas fundamentales de su lírica fueron el amor y la libertad.
Escribió un extenso poema narrativo titulado János el Héroe o Juan el Paladín (János Vitéz) (1845). Esta obra le dio éxito y popularidad.

### Matrimonio y familia

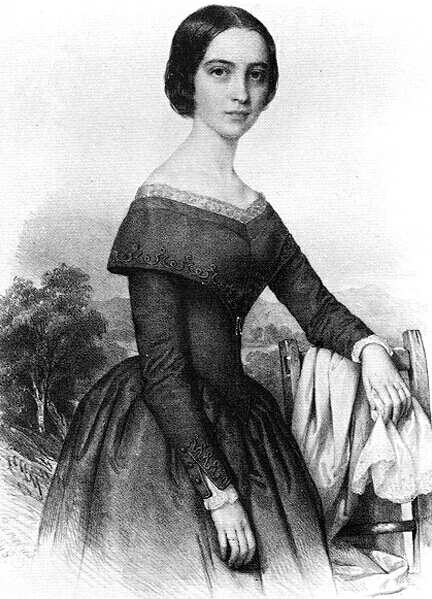
Júlia Szendrey, esposa de Petőfi

En 1846 conoció a Júlia Szendrey en Transilvania. Se casaron al año siguiente, pese a la oposición del padre de ella, y pasaron la luna de miel en el castillo del conde Sándor Teleki, el único aristócrata entre los amigos de Petőfi. Su único hijo, Zoltán, nació el 15 de diciembre de 1848.

## Muerte
Se cree que Petőfi fue muerto en combate en 1849 durante la batalla de Segesvár (actualmente Sighişoara, en Rumanía) por el Ejército Imperial Ruso en una de las batallas de la guerra por la independencia húngara de 1848 y es reconocido entre los magiares como héroe y poeta nacional. Un médico militar ruso dejó constancia de la muerte de Petőfi en su diario. Como su cuerpo nunca fue encontrado oficialmente, persistieron los rumores sobre la supervivencia de Petőfi. En su roman a clef autobiográfico Modas políticas (Politikai divatok, 1862), Mór Jókai imaginó la "resurrección" de su difunto amigo. En la novela, Petőfi (el personaje llamado Pusztafi) regresa diez años después como una figura desaliñada y déclassé que ha perdido la fe en todo, incluida la poesía.
Aunque durante muchos años se dio por supuesta su muerte en Segesvár, a finales de la década de 1980 investigadores soviéticos encontraron archivos que revelaban que, tras la batalla, unos 1800 prisioneros de guerra húngaros fueron enviados a Siberia. Teorías alternativas sugieren que él fue uno de ellos y que murió de tuberculosis en 1856. En 1990 se organizó una expedición a Barguzin, Buriatia, Siberia, donde arqueólogos afirmaron haber desenterrado el esqueleto de Petőfi. Además, en Hungría tienen un dicho en su honor: "Eltűnt, mint Petőfi a ködben" (Desaparecido, como Petőfi en la niebla).
La suerte corrida por el poeta ha sido objeto, sin embargo, de otras versiones diferentes, según las cuales habría sobrevivido a la batalla. Se ha afirmado que el ejército ruso lo confinó en un campamento de prisioneros en Siberia, y que allí fue ejecutado o (según otra versión) contrajo matrimonio y formó familia.

## La revolución húngara de 1848
Entre los diversos líderes jóvenes de la revolución, llamados Márciusi Ifjak (Jóvenes de la Marcha), Petőfi fue la clave para iniciar la revolución en Pest, Hungría. Fue coautor y autor, respectivamente, de los dos documentos escritos más importantes: el 12 Pont (12 Puntos, demandas al Gobernador General de Habsburgo) y el Nemzeti Dal, su poema revolucionario.
Cuando el día 15 les llegó la noticia de la revolución en Viena, Petőfi y sus amigos decidieron cambiar la fecha de la "Asamblea Nacional" (un mitin en el que una petición a la asamblea de nobles húngaros sería aprobada por el pueblo), del 19 de marzo al 15. En la mañana del día 15, Petőfi y los revolucionarios comenzaron a marchar por la ciudad de Pest, leyendo su poema y los "12 puntos" a la creciente multitud, que atraía a miles de personas. Visitando las imprentas, declararon el fin de la censura e imprimieron el poema y los "12 puntos".
La multitud obligó al alcalde a firmar los "12 puntos" y más tarde celebró una manifestación masiva frente al recién construido Museo Nacional, y luego cruzó a Buda en la otra orilla del Danubio. Cuando la multitud se concentró frente al consejo de gobierno imperial, los representantes del Emperador Ferdinand consideraron que debían firmar los "12 puntos". Como uno de los puntos era la libertad de los presos políticos, la multitud se movilizó para saludar al poeta revolucionario recién liberado Mihály Táncsics.
La popularidad de Petőfi fue disminuyendo a medida que se desvanecía el recuerdo del glorioso día, y la revolución siguió el camino de la alta política: hacia el liderazgo de los nobles. Los de la Asamblea de nobles de Pozsony, (hoy Bratislava) habían impulsado al mismo tiempo reformas más lentas, que entregaron al Emperador el día 13, pero los acontecimientos les superaron brevemente. Petőfi no estaba de acuerdo con la Asamblea y criticaba su visión de los objetivos y métodos de la Revolución. (Su colega Táncsics fue encarcelado de nuevo por el nuevo gobierno.) En las elecciones generales, Petőfi se presentó en su zona natal, pero no obtuvo ningún escaño. En esta época, escribió su poema más serio, Az Apostol (El Apóstol). Se trata de una épica sobre un revolucionario ficticio que, tras mucho sufrimiento, intenta, pero no consigue, asesinar a un rey ficticio.
Petőfi se alistó en el Ejército Revolucionario Húngaro y luchó a las órdenes del liberal polaco el general Józef Bem, en el ejército de Transilvania. El ejército tuvo éxito inicialmente contra las tropas de los Habsburgo, pero después de que el zar Nicolás I de Rusia interviniera para apoyar a los Habsburgo, fue derrotado. Petőfi fue visto por última vez con vida en la batalla de Segesvár el 31 de julio de 1849.

## Poesía

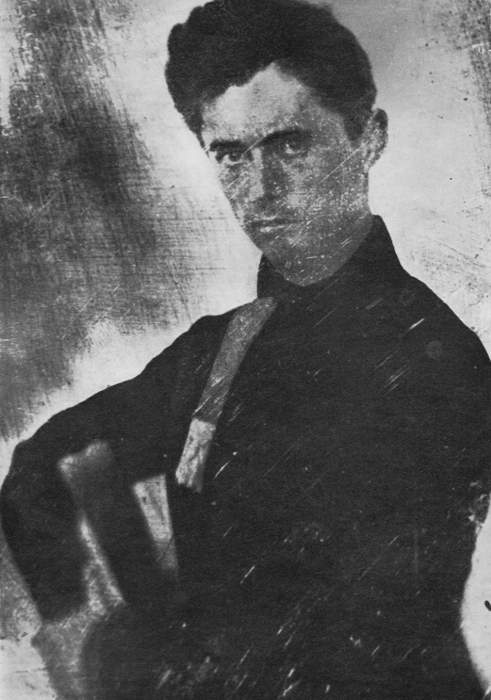
Daguerrotipo de Sándor Petöfi.

Petőfi comenzó su carrera como poeta con "canciones populares de situación", género al que pertenece su primer poema publicado, A borozó ("El bebedor de vino", 1842). Es la canción de un bebedor que alaba el poder curativo del vino para alejar todos los problemas. Este tipo de canción pseudofolclórica no era inusual en la poesía húngara de la década de 1840, pero Petőfi pronto desarrolló una voz original y fresca que le hizo destacar. Escribió muchos poemas de tipo canción popular sobre temas como el vino, el amor, los ladrones románticos, etc. Muchos de estos primeros poemas se han convertido en clásicos, por ejemplo el poema de amor A virágnak megtiltani nem lehet ("No se puede prohibir la flor", 1843), o Befordultam a konyhára ("Me volví a la cocina", 1843), que utiliza la antigua metáfora del amor y el fuego de forma lúdica y algo provocativa.
La influencia de la poesía popular y del populismo del siglo XIX es muy significativa en la obra de Petőfi, pero también están presentes otras influencias: Petőfi recurrió a fuentes como los topoi de la almanaque poesía contemporánea de forma inventiva, y estaba familiarizado con las obras de las principales figuras literarias de su época, como Percy Bysshe Shelley, Pierre-Jean de Béranger y Heinrich Heine.
La poesía temprana de Petőfi se interpretó a menudo como una especie de juego de roles, debido a la amplia gama de situaciones y voces que creó y utilizó. Sin embargo, las interpretaciones más recientes llaman la atención sobre el hecho de que, en cierto sentido, toda la poesía lírica puede entenderse como un juego de rol, lo que hace que la categoría de "poemas de rol" (acuñada especialmente para Petőfi) sea superflua. Al mismo tiempo que utilizaba una variedad de voces, Petőfi creó un personaje bien formado para sí mismo: un solitario alegre y obstinado que ama el vino, odia todo tipo de límites y fronteras y es apasionado en todo lo que siente. En poemas como Jövendölés ("Profecía", 1843) se imagina a sí mismo como alguien que morirá joven después de haber hecho grandes cosas. Este motivo se repite en la poesía revolucionaria de sus últimos años.
La influencia de la poesía de almanaque contemporánea puede verse mejor en el ciclo de poemas Cipruslombok Etelke sírjára ("Ramas de ciprés para la tumba de Etelke", 1845). Estos poemas sentimentales, que tratan sobre la muerte, el dolor, el amor, la memoria y la soledad, se escribieron tras la muerte de Etelke Csapó, una de las amantes de Petőfi.
En los años 1844-1845, la poesía de Petőfi se volvió cada vez más sutil y madura. Aparecen nuevos temas, como el paisaje. Su poema paisajístico más influyente es Az Alföld ("Las llanuras"), en el que afirma que su tierra natal, las llanuras húngaras, es más bella y mucho más querida que los Cárpatos; se convertiría en la base de una moda que duraría mucho tiempo: la de las llanuras como paisaje típico húngaro.
Las habilidades poéticas de Petőfi se consolidaron y ampliaron. Se convirtió en un maestro del uso de diferentes tipos de voces, por ejemplo su poema A régi, jó Gvadányi ("El buen viejo Gvadányi") imita el estilo de József Gvadányi, un poeta húngaro que vivió a finales del siglo XVIII.
Petőfi mantuvo una amistad de por vida con János Arany, otro importante poeta de la época. Arany fue el padrino del hijo de Petőfi, Zoltán Petőfi.

## Honores y monumentos conmemorativos

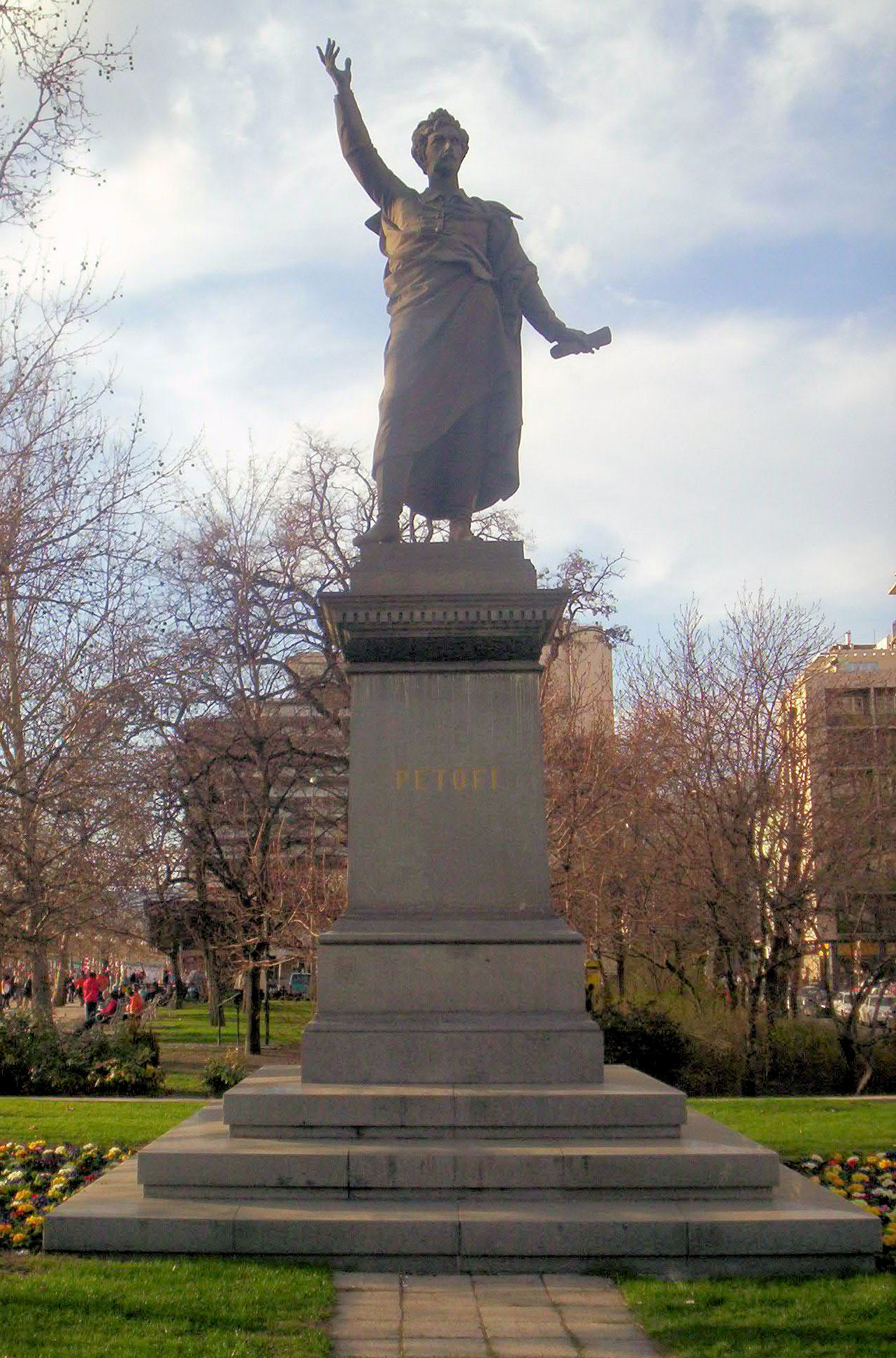
Estatua de Petőfi en Budapest

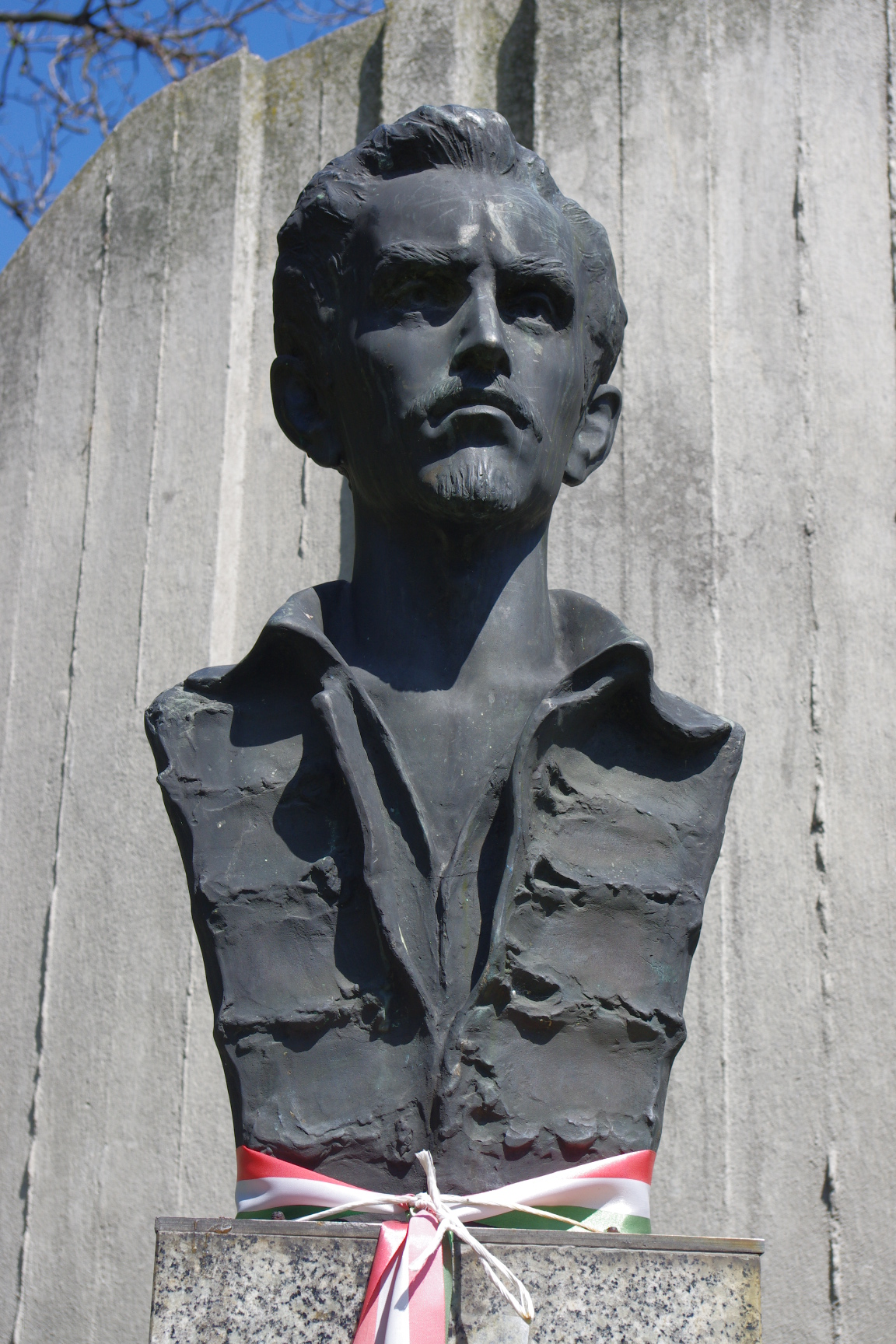
Memorial a Sándor Petőfi en Tarnów

Tras el aplastamiento de la revolución, los escritos de Petőfi se hicieron inmensamente populares, mientras que su rebeldía sirvió desde entonces de modelo para los revolucionarios húngaros y los aspirantes a revolucionarios de todos los colores políticos.
El compositor húngaro y contemporáneo Franz Liszt compuso la pieza para piano Dem Andenken Petőfis (En memoria de Petőfi) en su honor. Liszt también puso música a varios poemas de Petőfi.
En 1911 se erigió una estatua de Sándor Petőfi en Pressburg (Pozsony, actual Bratislava), en la Plaza Mayor. En 1918, después de que el ejército de la recién independizada Primera República Checoslovaca ocupara la ciudad, la estatua fue dinamitada. Después esta escultura fue tapiada temporalmente hasta su retirada, y sustituida por una estatua del poeta eslovaco Pavol Országh Hviezdoslav. En la actualidad, hay una estatua de Petőfi en el Jardín Medicinal (Medická záhrada).
A finales de la década de 1940 Boris Pasternak realizó aclamadas traducciones de los poemas de Petőfi al ruso.
Hoy en día, escuelas, calles y plazas llevan su nombre en toda Hungría y en las regiones de habla húngara de los estados vecinos; solo en Budapest, hay 11 calles Petőfi y 4 plazas Petőfi. Una emisora de radio nacional (Radio Petőfi), un puente en Budapest y una calle en Sofía, Bulgaria, también llevan su nombre, así como el asteroide «4483 Petöfi», miembro de la «familia Hungaria». Todos los niños húngaros de primaria aprenden de memoria algunos de sus poemas .
Los billetes húngaros de 10 forint válidos entre 1947 y 1992 representaban a Sándor Petőfi en el anverso.
Petőfi tiene una estatua de terracota más grande que la vida cerca del extremo de Pest del puente Erzsébet, esculpida por Miklós Izsó y Adolf Huszár. Estatuas similares de Petőfi se erigieron también en muchas otras ciudades durante el siglo XIX y principios del XX.
Hugó Meltzl fue quien dio a conocer las obras de Sándor Petőfi en el extranjero.
En Uzhhorod, Ucrania, hay una plaza de la ciudad que lleva el nombre de Sándor Petőfi; en Oradea, Rumanía, una calle y un parque, y en Tarnów, Polonia, una plaza conmemorativa de Petőfi con una Székely tallada a mano que conduce al busto de Petőfi.
Sellos de correos emitidos por Hungría: 
- Dos emitidos el 12 de junio de 1919 en su honor.[13]
- Cinco el 13 de enero de 1923 en el centenario de su nacimiento[14]
- Uno el 16 de octubre de 1948 en la serie Poetas y Escritores.[15]
- Tres el 31 de julio de 1949 con motivo del centenario de la muerte.[16]
- Uno el 15 de marzo de 1952 en la serie Héroes de la Revolución de 1848[17]
- Tres el 30 de diciembre de 1972 conmemorativos del 150 aniversario de su nacimiento[18]

## Obras
- Versek, 1844
- A helység kalapácsa, 1844 (epos cómico)
- Cipruslombok Etelke sírjára, 1845
- János vitéz, 1845 (poema narrativo)
- Versek II, 1845
- Úti jegyzetek, 1845
- A hóhér kötele, 1846 (novela)
- Felhők, 1846
- Versei, 1846
- Tigris és hiéna, 1847 (novela)
- Összes költeményei, 1847
- Bolond Istók, 1847 (poema narrativo)
- Nemzeti dal (Canción nacional), 1848
- Az apostol, 1848

## Traducciones
Primera traducción en español de sus obras: Quiroga, 1875.
ALVARO OCARIZ, José Andrés (2022) Sándor Petőfi, el poeta que murió por la libertad. ISBN: 9798449468390